# Whalleyana
Whalleyana die einzige Gattung der Schmetterlingsfamilie Whalleyanidae, die wiederum die einzige Familie der Überfamilie Whalleyanoidea ist. Die aus nur zwei Arten bestehende Gruppe ist in Madagaskar verbreitet. Die Präimaginalstadien sind unbekannt.

## Merkmale
Die Falter haben gewisse Ähnlichkeit mit Bärenspinnern (Arctiinae). Sie haben stark zurückgebildete Punktaugen (Ocelli), jedoch große, aneinander angrenzende Jordansche Organe (Chaetosemata), mit kurzen Schuppen und langen Seten am hinteren Vertex. Die Fühler sind bei beiden Geschlechtern dorsal beschuppt und ventral setös. Das Flagellum ist am distalen Bereich wie auch bei der Familie Callidulidae gekrümmt. Die kurzen Maxillarpalpen sind dreigliedrig, die Labialpalpen haben ein langes, gebogenes erstes, ein kurzes zweites und ein dickes, ziemlich kurzes drittes Segment. Der Saugrüssel ist unbeschuppt. Eine Epiphyse ist vorhanden. Die vorderen Beine haben keine, die mittleren zwei und die hinteren Beine zwei oder vier Sporne. Der Pulvillus ist doppelt gelappt. Bei den Weibchen hat das Frenulum mehrere Borsten. Alle Rs-Äste an den Vorderflügeln sind gestielt, Rs3 und Rs4 postapikal. Der untere Ast des Analbogens ist sehr schlank. Die Flügelader CuP fehlt an beiden Flügelpaaren. Die Ader Sc + R ist an Rs jenseits der Zelle angenähert, ist aber erkennbar. Die Ader 3A ist schlank, aber ebenso erkennbar.
Die fehlende Spinaerea und die auf den Hinterflügeln fehlende Ader CuP würden zwar eine Platzierung der Gruppe innerhalb der Fensterfleckchen (Thyrididae) nahelegen, diese einfachen, regressiven Merkmale sind jedoch innerhalb der Ordnung der Schmetterlinge homoplasisch und haben entsprechend wenig Gewicht bei der taxonomischen Einordnung. Außerdem schließt das Vorhandensein der gut entwickelten Jordanschen Organe mit Vermischung von Schuppen, wie auch bei manchen Macrolepidoptera eine Einordnung in die Familie der Fensterfleckchen aus. Auch die kleinen posterolateralen Loben des ersten Tergum unterscheiden sich sehr von den großen Loben der Fensterfleckchen, die zu deren auffälligsten Autapomorphien zählen.

## Systematik
Joel Minet stellte im Jahr 1991 die Gattung Whalleyana in ihre eigene Familie, da die bis dahin anerkannte Platzierung innerhalb der Fensterfleckchen (Thyrididae) anzweifelte. Kristensen stellt die Familie aus Gründen der formalen Klassifikation in ihre eigene Überfamilie. Die Stellung der Familie innerhalb der Obtectomera ist gut begründet, unklar sind jedoch die Verwandtschaftsverhältnisse innerhalb dieser Gruppe. Eine nahe Verwandtschaft zur Thyridoidea oder Pyraloidea wäre ebenso möglich, wie die Stellung innerhalb der Macrolepidoptera. Sie besteht nur aus folgenden zwei Arten:
- Whalleyana vroni Viette, 1977
- Whalleyana toni Viette, 1977

## Belege